# Korona Andów

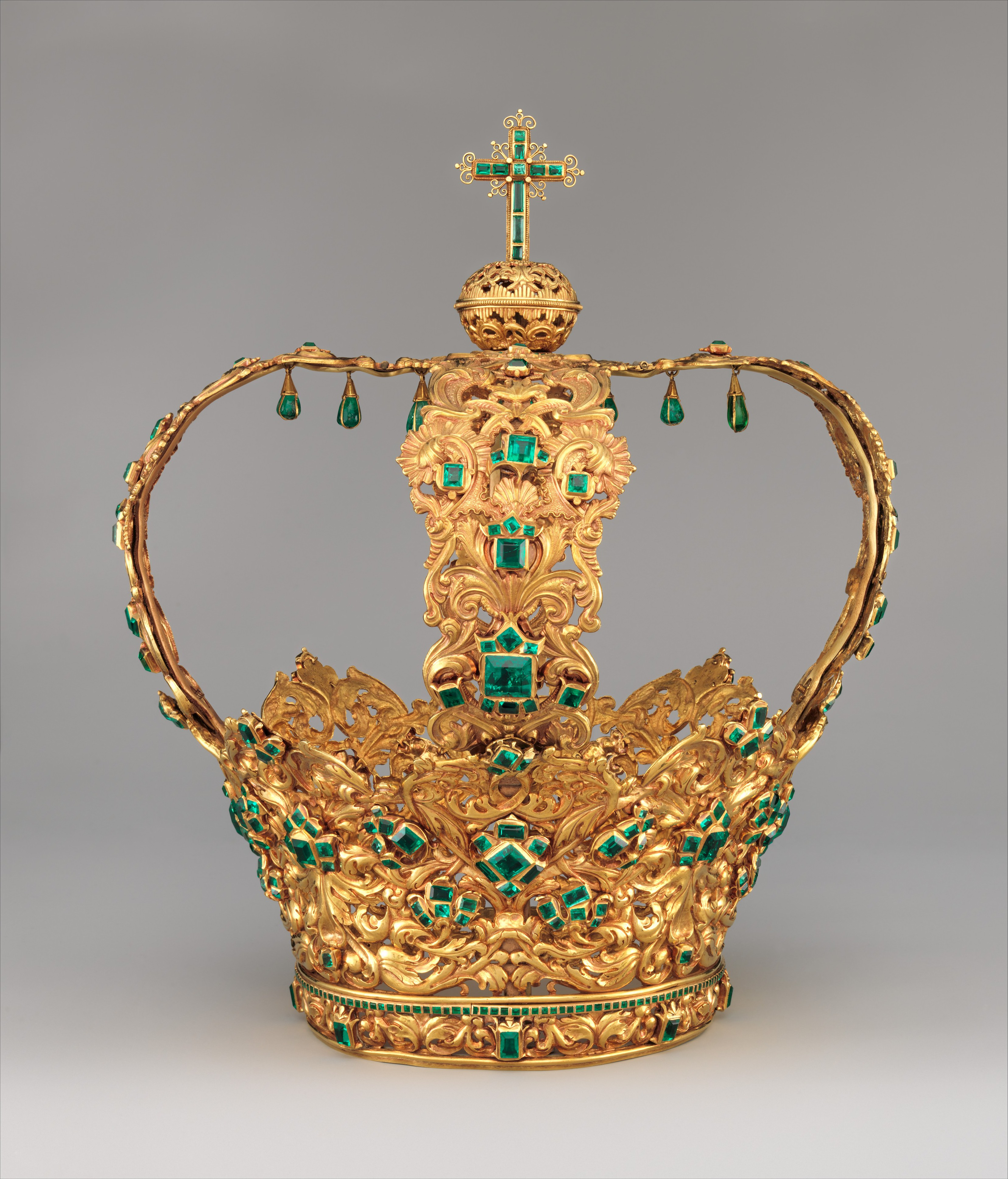
Korona Andów

Korona Andów, Korona z Popayán (en. Crown of the Andes, es. Corona de los Andes, Corona de Nuestra Señora de la Asunción de Popayán) – barokowa korona wotywna wykonana pod koniec XVI wieku w Popayán z jednolitej bryły złota, a ozdobiona szmaragdami.

## Historia

### Okoliczności powstania korony
Korona Andów uważana jest za jedno z najwspanialszych dzieł sztuki złotniczej wykonanych w Ameryce Południowej w okresie kolonialnym. Jej powstanie związane było z zarazą jaka w 1590 roku nawiedziła audiencję Quito, Wicekrólestwa Peru. Mieszkańcy Popayán obawiając się, że nieuleczalna choroba może dotknąć także ich osadę, organizowali wówczas nabożeństwa błagalne, podczas których modlili się o wstawiennictwo Matki Boskiej u Jezusa Chrystusa, aby ocalił miasto. Gdy groźba epidemii została zażegnana uznano to wydarzenie za cud i postanowiono ufundować do lokalnej katedry wotum, które stanowiłoby podziękowanie za doznaną łaskę.

### Korona w sanktuarium w Popayán

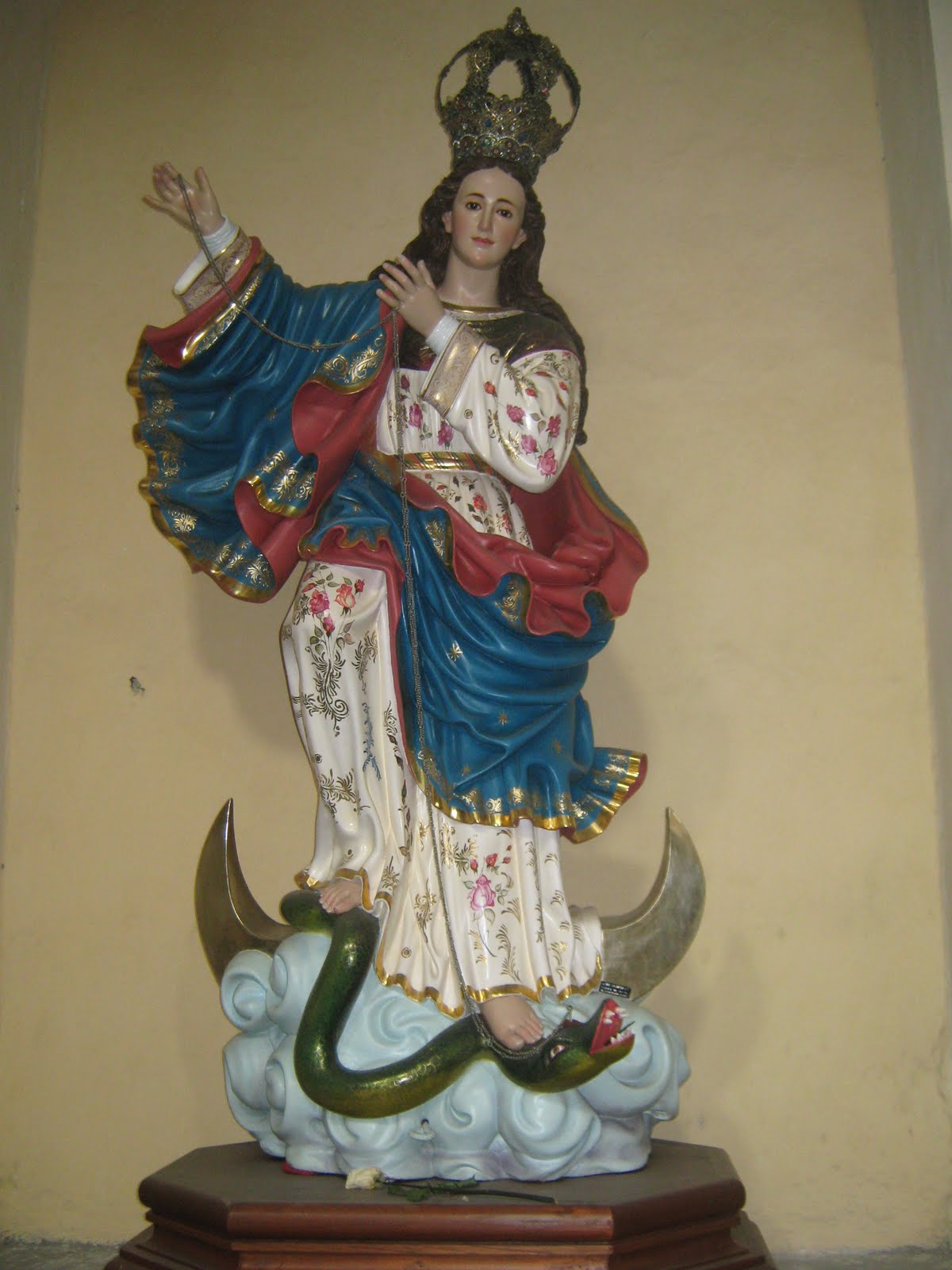
Replika figury wotywnej Świętej Marii Dziewicy Królowej Andów

W 1592 roku z inicjatywy biskupa Popayán postanowiono wykonać wspaniałą szczerozłotą koronę i ozdobić ją najpiękniejszymi szmaragdami znalezionymi w Ameryce Południowej.
Sprowadzono dwudziestu czterech europejskich artystów, którzy przez sześć lat wyrzeźbili w 100 funtowej bryle 20 karatowego złota delikatną, bogato zdobioną koronę ważącą ok. 0,5 kilograma. Ozdobili ją 477 szmaragdami o masie 1524 karatów, z których największy (45 karatów) pochodził ze skarbca inkaskiego króla Atahualpy. Gdy dzieło było gotowe 8 grudnia 1599 roku umieszczono je w kościele katedralnym w Popayán na głowie posągu Najświętszej Marii Panny.
W XVII wieku sanktuarium maryjne Świętej Marii Dziewicy Królowej Andów w Popayán stało się ważnym ośrodkiem pielgrzymkowym. Bogactwa miejscowej katedry przyciągały jednak również złodziei. W 1650 roku pomimo środków ostrożności i przechowywania najcenniejszych skarbów w ukryciu Korona Andów została skradziona. Udało się ją odzyskać, ale kolejne próby jej kradzieży zmusiły opiekunów wotum do jej rozmontowania. W XIX wieku po tym jak w 1812 roku korona znalazła się w posiadaniu Simóna Bolívara sześć części korony ukryto w osobnych skrytkach, gdzie znajdowały się do początku XX wieku.

### Sprzedaż korony
Zubożenie Popayán na przełomie XIX i XX wieku spowodowało, że zdecydowano się na sprzedaż Korony Andów. W 1909 roku władze miasta i opiekujące się klejnotem bractwo Konfraterni Niepokalanego Poczęcia Najświętszej Marii Panny uzyskały od Stolicy Apostolskiej, a w 1914 roku bezpośrednio od papieża Piusa X zgodę na taką transakcję pod warunkiem, że uzyskane pieniądze zostaną przeznaczone na cele charytatywne i socjalne.
W 1936 roku Korona Andów została sprzedana amerykańskiej fundacji, której prezesem był chicagowski jubiler Warren J. Piper. Nowy właściciel klejnotu wypożyczał go później jako atrakcję dla uświetnienia różnych wystaw i targów międzynarodowych. W 1963 roku koronę na aukcji zorganizowanej przez dom Sotheby’s w Londynie zakupiła holenderska firma jubilerska Asscher Diamond Company. W 1997 roku na aukcji domu Christie’s w Nowym Jorku Korona Andów została ponownie sprzedana. Tym razem anonimowemu nabywcy. Od 2015 roku korona znajduje się w zbiorach Metropolitan Museum of Art.